# Eksekija
Eksekija (grčki: Εξηκίας, Exekias, latinski: Execias) bio je drevni grčki grnčar i slikar koji je živio oko 550. pr. Kr. - 525. pr. Kr. u Ateni. Njegovi keramički radovi su se izvozili u druge zemlje, čak do Etrurije. Eksekija je uglavnom rabio tehniku zvanu crne figure te se smatra jednim od njenih najboljih predstavnika. 

## Vanjske poveznice
- Exekias for Kids (with pictures of his pots)
- Dionysos Kylix  Arhivirana inačica izvorne stranice od 28. ožujka 2007. (Wayback Machine)
- Achilles and Penthesilea  Arhivirana inačica izvorne stranice od 22. svibnja 2011. (Wayback Machine)
- Suicide of Ajax
- Battle over Patroclus  Arhivirana inačica izvorne stranice od 9. veljače 2012. (Wayback Machine)